# Dobříš
Dobříš là một thị trấn thuộc huyện Příbram, vùng Středočeský, Cộng hòa Séc.